# ژائو پدرو (بازیکن فوتبال، زاده ۲۰۰۱)
ژائو پدرو ژونکیرا د ژسوس (پرتغالی: João Pedro Junqueira de Jesus؛ زادهٔ ۲۶ سپتامبر ۲۰۰۱) بازیکن فوتبال اهل برزیل است که در پست مهاجم برای باشگاه فوتبال چلسی در لیگ برتر فوتبال انگلستان بازی می‌کند.

## زندگی شخصی
ژوائو پدرو در ریبرآ پرتو، سائو پائولو به دنیا آمد. والدین او فلاویا ژونکیرا و ژوزه ژوائو د ژسوس هستند. پدرش با نام شیکائو فوتبالیست حرفه‌ای سابق بود که به‌ویژه برای تیم بوتافوگو-اس‌پی بازی می‌کرد. شیکائو در سال ۲۰۰۲ به جرم معاونت در قتل به ۱۶ سال زندان محکوم شد و ۸ سال از این مدت را سپری کرد. در زمان زندانی شدن شیکائو، او و ژونکیرا از یکدیگر جدا شده بودند.

## افتخارات
چلسی
- جام جهانی باشگاه‌ها: ۲۰۲۵[۳]